# Лухамаа (пункт пропуска)
Лу́хамаа (эст. Luhamaa) — пункт пропуска на эстонско-российской границе. Расположен на шоссе Рига—Псков (Европейский маршрут E77) в деревне Лютя волости Сетомаа уезда Вырумаа. С российской стороны расположен пункт пропуска Шумилкино на расстоянии около 3 километров от деревни Шумилкино.

## Пункт пропуска
Создан в 1990-х годах.

Статус: международный.

Вид: автомобильный.
 
Тип перевозок: автомобильный, грузопассажирский.

Контроль: пограничный, таможенный, автомобильный, санитарно-карантинный, фитосанитарный, ветеринарный.

Открыт: круглосуточно.

Часовой пояс: UTC+2:00, летом UTC+3:00.

Телефон: +372 612 3000.

## Зона ожидания
На пункте пропуска Лухамаа есть зона ожидания, которую обслуживает предприятие Collade OÜ. 
Телефон: +372 7828790.
В зоне ожидания есть освещение и охрана, в том числе видеонаблюдение, сбор бытовых отходов и возможность использования туалетной комнаты. Также предлагается перечень платных услуг, которые не являются обязательными для лиц, желающих пересечь границу:
- услуги таможенного агента,
- обмен валюты,
- кафе,
- использование душа,
- взвешивание грузовиков,
- услуги бюро,
- парковка в зоне ожидания вне разрешённого периода времени.

На сайте службы  GoSwift и в киосках самообслуживания в зонах ожидания можно забронировать место в обычной очереди, выбрав подходящее время для пересечения границы. Круглосуточный Call Center: +372 698 9192. Телефон информации (1,53 евро/минута): +372 9002525, линии открыты с 08:00 до 23:00 (по местному времени).
В режиме реального времени можно отследить очереди на границе для отдельных категорий транспортных средств.

## Топоним
Название Лухамаа связано с нулком Лухамаа и бывшей деревней Лухамаа.